# Mon meilleur ami
Mon meilleur ami is een Franse komediefilm uit 2006, geregisseerd door Patrice Leconte, die zelf ook een groot deel van het script schreef. De hoofdrollen worden gespeeld door Daniel Auteuil en Dany Boon.
Wes Anderson was geïnteresseerd in de film en besloot een remake van de film te schrijven en te regisseren. Hij voltooide zijn script in 2009.

## Verhaal
François (Auteuil) is een Parijzenaar die denkt dat hij alles heeft. Nadat hij collega's heeft verteld over een begrafenis waar nauwelijks mensen kwamen opdagen, krijgt hij te horen dat ook niemand naar zijn begrafenis zou gaan. François is dan wel erg rijk, maar volgens hen heeft hij geen goede vrienden. François beweert echter dat hij wel een beste vriend heeft. Zijn zakenpartner Catherine besluit om een weddenschap met hem aan te gaan: François moet binnen 10 dagen zijn beste vriend aan hen voorstellen.
In een taxi door Parijs rijdend ziet François allemaal oude bekenden, maar ze wijzen hem unaniem af. Hij ontmoet de taxichauffeur Bruno (gespeeld door Dany Boon). Als de twee steeds meer met elkaar optrekken, ontstaat er langzaam maar zeker een vriendschap tussen hen. Maar omdat François per se de weddenschap wil winnen dreigt hij de beste vriend die hij ooit heeft gehad kwijt te raken.